# Jason Deitsch
Jason Deitsch (* 21. April 1980 in Cincinnati, Ohio) ist ein ehemaliger US-amerikanischer Eishockeyspieler (Stürmer) und derzeitiger -trainer.

## Karriere
Deitsch begann seine Karriere in der Saison 1996/97 bei den Toledo Cherokee in der Central States Hockey League, bevor der Stürmer die folgende Spielzeit im Trikot der Gaylord Grizzlies in der North American Hockey League verbrachte, bei denen er auch nach deren Umbenennung in Grand Rapids Bearcats in der Saison 1998/99 spielte.
Zur Saison 1999/00 wechselte er dann zum Ligakonkurrenten Texas Tornado, wo er auch in der Folgesaison unter Vertrag stand. In den Jahren zwischen 2001 und 2005 spielte Deitsch am St. Norbert College in der National Collegiate Athletic Association, bevor er unter der Saison 2004/05 zu den Kalamazoo Wings in die United Hockey League wechselte.
Zur Saison 2006/07 zog es Deitsch zu den Cincinnati Cyclones in die ECHL und im gleichen Jahr hatte er auch einige Einsätze bei den Wilkes-Barre/Scranton Penguins in der American Hockey League. Zu Beginn der Saison 2007/08 zog es Deitsch nach Deutschland zum EHC München, den er allerdings wegen familiärer Probleme unter der Saison wieder verlassen musste, woraufhin er zu seinem Heimatclub den Cincinnati Cyclones zurückkehrte.
Ab 2008 stand Deitsch bei den Texas Brahmas in der Central Hockey League unter Vertrag und wurde in der Saison 2008/09 auch bei den Houston Aeros in der AHL eingesetzt. Zur Saison 2011/12 wechselte der Angreifer innerhalb der Central Hockey League zu den Allen Americans. Im Sommer 2013 beendete er seine aktive Karriere.
Deitsch galt als Stürmer, der seine Stärken im Bereich vor dem Tor hatte, stark am Bullykreis war und eine harte Spielweise an den Tag legte, was sich auch in seiner Strafzeitenstatistik niederschlug.
Nach Beendigung seiner Profikarriere wurde Deitsch als Trainer tätig. Zunächst übernahm er als Cheftrainer in der Saison 2013/14 die Dallas Jr. Stars in der North American 3 Hockey League, bevor er ab der Spielzeit 2015/16 in derselben Funktion eine High-School-Mannschaft in Allen, Texas, leitete. Zur Saison 2017/18 kehrte er zu seinem Ex-Verein Allen Americans zurück, bei dem er den Job als Assistenztrainer erhielt und dort den renommierten Cheftrainer Steve Martinson unterstützt.

## Erfolge und Auszeichnungen
- 2003 NCAA III ACHA First Team
- 2004 NCAA III ACHA First Team
- 2005 NCAA III ACHA First Team
- 2008 Kelly-Cup-Gewinn mit den Cincinnati Cyclones
- 2009 Ray-Miron-President’s-Cup-Gewinn mit den Texas Brahmas
- 2009 CHL Playoff Most Valuable Player
- 2013 Ray-Miron-President’s-Cup-Gewinn mit den Allen Americans

## Karrierestatistik
(Legende zur Spielerstatistik: Sp oder GP = absolvierte Spiele; T oder G = erzielte Tore; V oder A = erzielte Assists; Pkt oder Pts = erzielte Scorerpunkte; SM oder PIM = erhaltene Strafminuten; +/− = Plus/Minus-Bilanz; PP = erzielte Überzahltore; SH = erzielte Unterzahltore; GW = erzielte Siegtore; 1 Play-downs/Relegation; Kursiv: Statistik nicht vollständig)